# Miguel Pampa
Miguel Pampa es una localidad peruana ubicada en el distrito de San Juan de Bigote en la provincia de Morropón del departamento de Piura, al norte del Perú.

## Demografía
En el 2017 Miguel Pampa tenía una población de 188 habitantes según el INEI.
| Gráfica de evolución demográfica de Miguel Pampa entre 1993 y 2017 |
|                                                                    |
| Fuentes: Población 1993 y 2017                                     |